# Родригес, Эдвин (футболист)
Э́двин Алекса́ндер Родри́гес Касти́льо (исп. Edwin Alexander Rodríguez Castillo; род. 25 сентября 1999, Quimistán, Санта-Барбара) — гондурасский футболист, полузащитник клуба «Арис» и сборной Гондураса.

## Клубная карьера
Родригес — воспитанник столичного клуба «Олимпия». В 2018 году в матче против «Хутикальпы» он дебютировал в чемпионате Гондураса. 7 марта 2019 года поединке против «Виды» Эдвин забил свой первый гол за «Олимпию». В составе команды Родригес трижды выиграл чемпионат Гондураса. Летом 2022 года Родригес на правах аренды перешёл в греческий «Арис». 16 декабря в поединке Кубка Греции против «Левадиакоса» Эдвин дебютировал за основной состав. 

## Международная карьера
В 2018 году в составе молодёжной сборной Гондураса Родригес принял участие в молодёжном чемпионате КОНКАКАФ в США. На турнире он сыграл в матчах против команд Синт-Мартена и Белиза.
15 ноября 2019 года в матче Лиге наций КОНКАКАФ против сборной Мартиники Родригес дебютировал за сборную Гондураса. 7 июня 2021 года в поединке Лиги наций КОНКАКАФ 2021 против сборной Коста-Рики он забил свой первый гол за национальную команду.
В 2020 году в составе олимпийской сборной Гондураса Родригес принял участие в Олимпийских играх в Токио. На турнире он сыграл в матчах против команд Румынии, Новой Зеландии и Южной Кореи.

### Голы за сборную Гондураса
| #   | Дата        | Место                                 | Противник  | Результат | Счёт | Соревнование             |
| --- | ----------- | ------------------------------------- | ---------- | --------- | ---- | ------------------------ |
| 01. | 6 июня 2021 | Эмпауэр Филд эт Майл Хай, Денвер, США | Коста-Рика | 1:1       | 2:2  | Лига наций КОНКАКАФ 2021 |

## Достижения
Командные
 «Олимпия»
- Победитель чемпионата Гондураса (3) — Клаусура 2020/2021, Апертура 2020/2021, Апертура 2021/2022,